# Ah ! vous dirai-je, maman

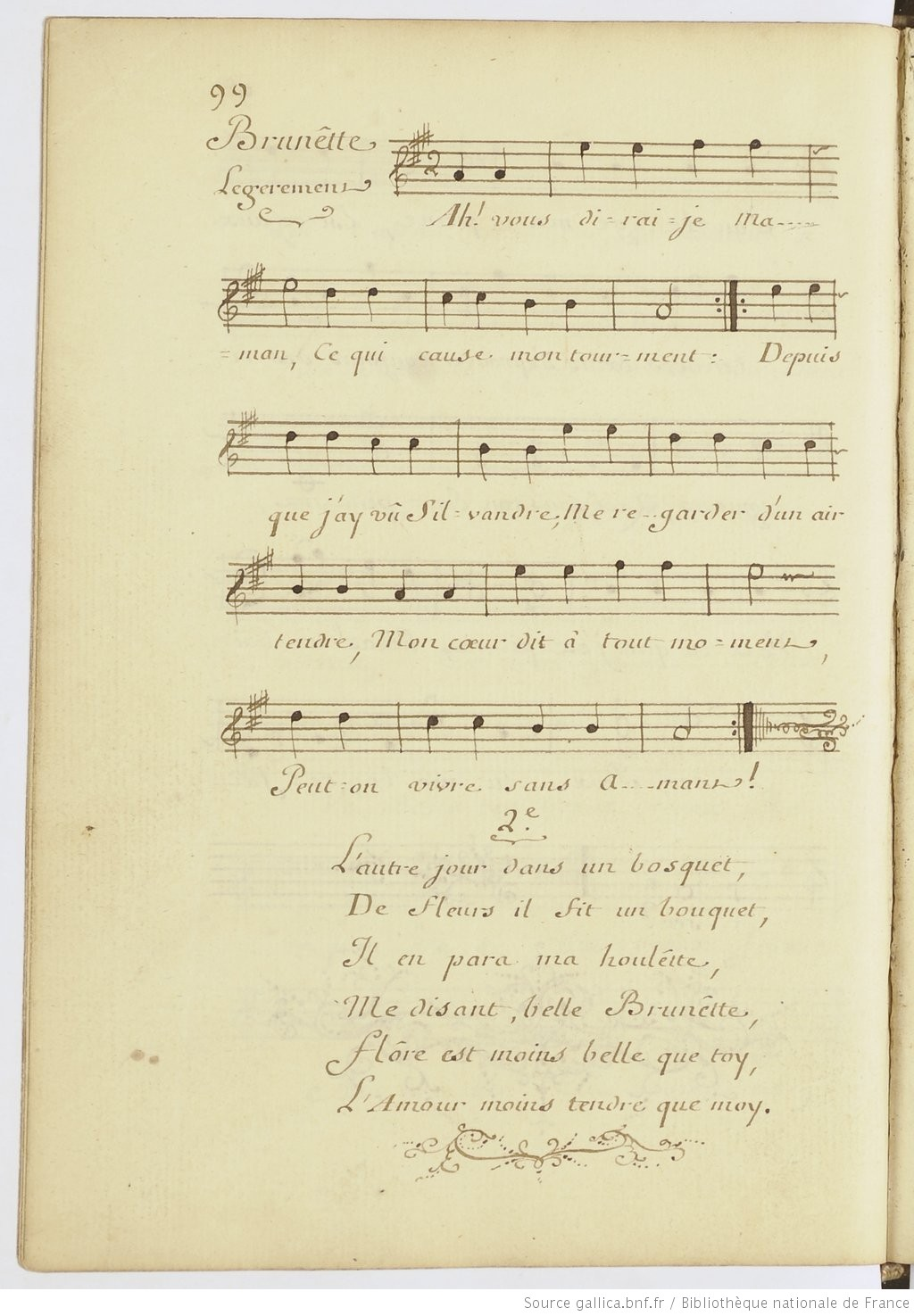
Air et paroles dAh ! vous dirai-je maman publiés dans un Recueil d'airs choisis (entre 1770 et 1790).

Ah ! vous dirai-je, maman est une chanson enfantine, populaire en France et dans le monde.

## Histoire
Au sujet de l'origine de cette chanson, J.-B. Weckerlin écrit : « La plus ancienne date que je puisse citer pour Ah ! vous dirai-je, maman ? est 1740, puis les Folies de Coraline, pièce jouée en 1745 à la Comédie italienne. » Weckerlin ne précise pas la référence de 1740 et ne dit pas s'il s'agit du texte, de la mélodie ou des deux. Selon Henri Davenson, le point de départ est une bergerie (petit poème évoquant les amours de bergers) anonyme datant de 1740.
Les paroles enfantines, parodie pudique (« papa veut que je raisonne... »), sont plus récentes. Selon Martine David et Anne-Marie Delrieu, ces paroles n'apparaissent que dans les recueils de la fin du XIXe siècle, lorsque l'école primaire devient obligatoire, mais selon d'autres sources, les paroles enfantines existaient déjà en 1820
La mélodie est éditée notamment en 1761 (François Bouin, La Vielleuse habile,,) et en 1762 (Les Amusements d'une heure et demy de M. Bouin, où est indiqué le titre Ah ! vous dirai-je Maman mais non les paroles) et en 1783 (Michel Corrette, La belle vielleuse,). Le recueil de timbres la Clef du Caveau, (1811) la présente sous le numéro 25, avec la mention, « musique de Rameau et Campra ».
L'association de la mélodie et des paroles de la romance du XVIIIe siècle, apparaît pour la première fois dans Le Chansonnier François, ou Recueil de Chansons, avec les Airs notés à la fin (1760-1762) et l'on en connaît une autre version imprimée à Bruxelles en 1774, sous le titre La Confidence naïve, ainsi qu'une version imprimée à Paris en 1780, intitulée Les Amours de Silvandre. Ce texte est attribué parfois à Florian, auteur du célèbre Plaisir d'amour.
Cette mélodie a été notamment popularisée par les douze variations pour piano (1781 ou 1782) de Wolfgang Amadeus Mozart, à qui on attribue souvent, à tort, la composition de la mélodie elle-même. La première édition date de 1785.

## La Confidence

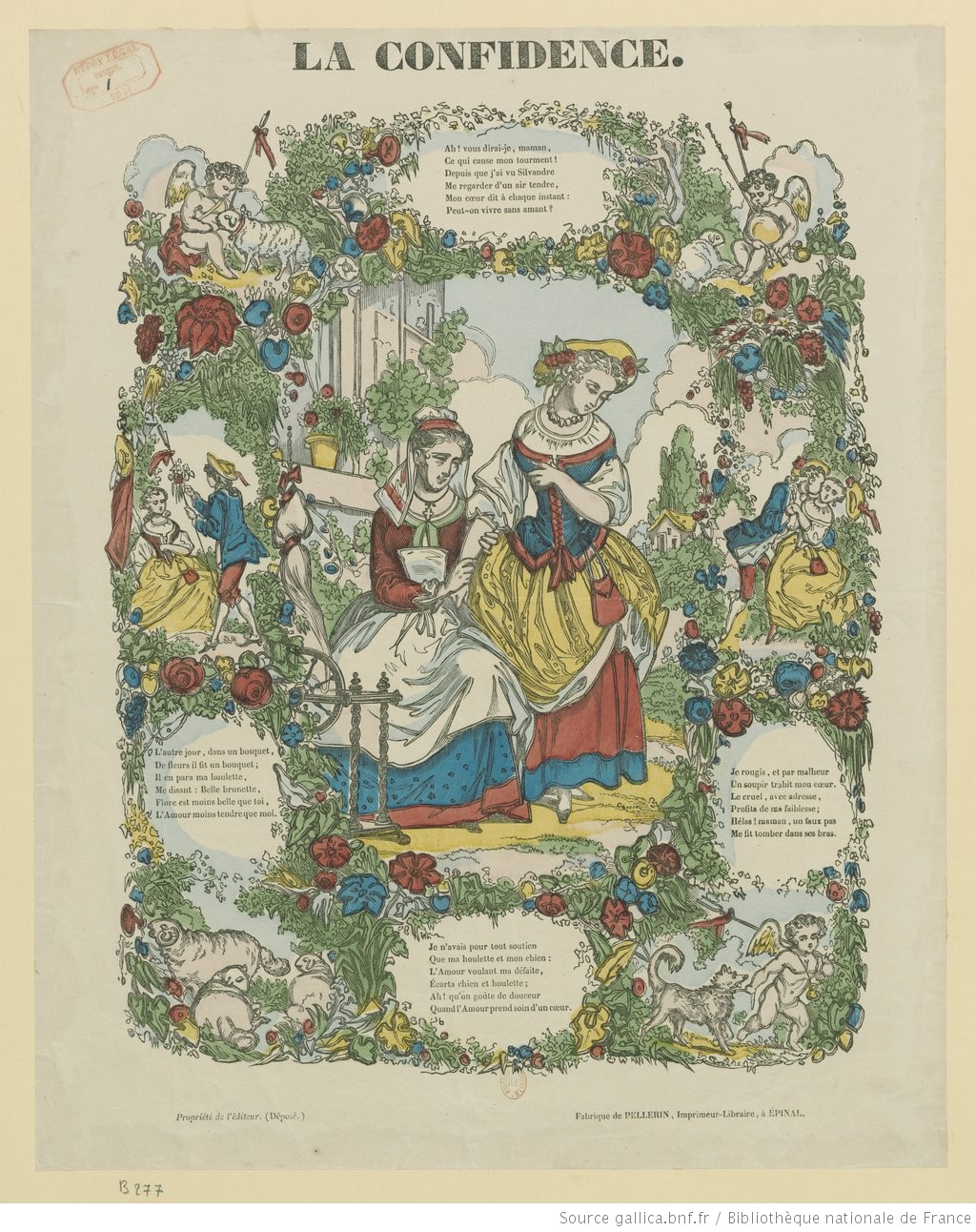
La Confidence (paroles dAh ! vous dirai-je, maman), image d'Épinal, Imagerie Pellerin (1851).

Les paroles de la chanson enfantine sont une parodie d'un poème d'amour anonyme, La Confidence :
| Ah ! vous dirai-je, maman, Ce qui cause mon tourment ? Depuis que j'ai vu Sylvandre, Me regarder d'un air tendre ; Mon cœur dit à chaque instant : « Peut-on vivre sans amant ? » | L'autre jour, dans un bosquet, De fleurs il fit un bouquet ; Il en para ma houlette Me disant : « Belle brunette, Flore est moins belle que toi ; L'amour moins tendre que moi. | Étant faite pour charmer, Il faut plaire, il faut aimer ; C'est au printemps de son âge, Qu'il est dit que l'on s'engage. Si vous tardez plus longtemps, On regrette ces moments. » |

| | |
| Je rougis et par malheur Un soupir trahit mon cœur. Le cruel avec adresse, Profita de ma faiblesse : Hélas, maman ! un faux pas Me fit tomber dans ses bras. | Je n'avais pour tout soutien Que ma houlette et mon chien. L'amour, voulant ma défaite, Ecarta chien et houlette ; Ah ! qu'on goûte de douceur, Quand l'amour prend soin d'un cœur ! |

## Paroles enfantines et musique
| Paroles | Variante | Autre variante |
| --- | --- | --- |
| Ah ! vous dirai-je, maman, Ce qui cause mon tourment. Papa veut que je raisonne, Comme une grande personne. Moi, je dis que les bonbons Valent mieux que les raisons. | Ah ! vous dirai-je, maman, ce qui cause mon tourment. Papa veut que je demande de la soupe et de la viande... Moi, je dis que les bonbons valent mieux que les mignons. | Ah ! vous dirai-je, maman, ce qui cause mon tourment Papa veut que je retienne des vers d'une langue ancienne Moi, je dis que les bonbons valent mieux que les leçons. |

La comptine de tradition populaire française Quand trois poules vont au champ, se chante aussi sur l'air de Ah! vous dirai-je, Maman :
| Quand trois poules vont au champ La première va devant La seconde suit la première La troisième vient la dernière Quand trois poules vont au champ La première va devant. |

### Autres paroles en français
- Le licenciement de la garde nationale ou Rira bien qui rira le dernier[20], dans Marie aîné, Les coups de brosse : chansons politiques sur le précédent et sur le nouveau système, contes et autres pièces légères (Paris, 1832), p. 61
- Comment je suis devenu tempérant[21] Mémoires de la Société dunkerquoise pour l'encouragement des sciences, des lettres et des arts 36, 1902, p. 571
- Récit naïf d’un enfant rapporteur[22] Le chansonnier omnibus (Paris, 1834), p. 62
- Il existe une version grivoise de la chanson par Guy Breton (paroles), Raymond Legrand (musique) et Colette Renard (interprétation)[23].
- Quand trois poules vont aux champs[24] et La vigne aux moineaux reprennent la même mélodie.

### Version allemande
Une version allemande existe : Morgen kommt der Weihnachtsmann (« Demain passe le père Noël »)
d'August Heinrich Hoffmann von Fallersleben (1798–1874) publiée vers 1840.
| Morgen kommt der Weihnachtsmann, Kommt mit seinen Gaben. Trommel, Pfeife und Gewehr, Fahn und Säbel und noch mehr, Ja ein ganzes Kriegesheer, Möcht’ ich gerne haben. | Bring’ uns, lieber Weihnachtsmann, Bring’ auch morgen, bringe Musketier und Grenadier, Zottelbär und Panthertier, Roß und Esel, Schaf und Stier, Lauter schöne Dinge. | Doch du weißt ja unsern Wunsch, Kennest unsere Herzen. Kinder, Vater und Mama, Auch sogar der Großpapa, Alle, alle sind wir da, Warten dein mit Schmerzen. |

Il existe aussi une autre version en allemand qui sert à mémoriser la façon de prononcer l'alphabet dans cette langue.

### Version néerlandaise (premier vers)
| « Altijd is Kortjakje ziek Midden in de week maar 's zondags niet 's Zondags gaat zij naar de kerk Met een boek vol zilverwerk Altijd is Kortjakje ziek Midden in de week maar 's zondags niet. » |  |  | « Tous les jours Kortjakje est malade En milieu de semaine mais pas dimanche En dimanche elle va à l'église Avec son livre à serrure d'argent Tous les jours Kortjakje est malade En milieu de semaine mais pas dimanche. » |

### Versions anglaises
Une version anglaise existe : Twinkle, Twinkle, Little Star (« Brille, brille, petite étoile »). C'est une des chansons enfantines anglaises les plus populaires. Elle a été adaptée avec un poème de Jane Taylor (The Star). Cette poésie a été publiée en 1806 dans une collection de poèmes Rhymes for the Nursery.
La comptine Baa, Baa, Black Sheep en est également dérivée. Dans Les Aventures d'Alice au pays des merveilles, Lewis Carroll fait chanter par le Chapelier fou une comptine reprenant la même mélodie :
| « Twinkle, twinkle, little bat! How I wonder what you're at! Up above the world you fly, Like a tea tray in the sky. Twinkle, twinkle, little bat! How I wonder what you're at! » |  |  | Brille, brille petite chauve-souris ! Comme je me demande ce que tu manigances. Tu survoles de haut le monde Comme un plateau à thé dans le ciel. Brille, brille petite chauve-souris ! Comme je me demande ce que tu manigances. |

Dans une scène cinématique de Batman: Arkham City, le Joker braque un fusil de précision sur Catwoman en chantonnant :
| Twinkle, twinkle, little bat, watch me kill your favourite cat! |  |  | Ah, te dirais-je, cher Batou… qui va tuer ton gentil matou ? |

Il existe plusieurs versions entières en français qui peuvent se chanter sur le même air. La traduction « Brille, brille, petite étoile/Je me demande où est ton voile » est utilisée dans la version française du film Chérie, j'ai agrandi le bébé.

### Version portugaise
| Três galinhas a cantar Três galinhas a piar vão p’ro campo passear; a da frent’é a primeira log’as outras em carreira, vão assim a passear os bichinhos procurar[réf. souhaitée] |

### Version vietnamienne
Une version vietnamienne existe : Cùng quây quần (« Chantons ensemble »).

### Alphabet
Dans plusieurs langues (français, anglais, allemand, danois[réf. souhaitée]...), la mélodie de Ah! vous dirai-je, maman est utilisée pour apprendre les lettres de l'alphabet aux enfants sous forme de chanson,.

## Variations

### Tradition populaire
La chanson a servi de base mélodique et harmonique à de nombreuses variations enfantines et populaires. Par exemple, en variations rythmiques temps par temps, À la pêche aux moules et Le Palais-Royal est un beau quartier sont issus directement de Ah ! vous dirai-je, maman :

### Mozart
Wolfgang Amadeus Mozart a composé pour le piano douze Variations sur « Ah ! vous dirai-je, maman », K.265. On a pensé longtemps qu'il écrivit cette œuvre à Paris en 1778, mais des études graphologiques ont amené à placer la composition à Vienne en 1781-1782, époque où Mozart était âgé de 25 ans. Georges de Saint-Foix note que, dans ces variations, un usage systématique des accords de seconde (fausses relations) donne un caractère moderne à l'harmonie. Il ajoute : « ce thème varié, mis en regard de tant d'autres qui tentent de varier le même sujet vers le même temps, nous apparaît, malgré son but ou son apparence pédagogique, comme prodigieusement au-dessus de ceux que nous avons eu l'occasion de consulter ».

### Autres compositeurs classiques
Les compositeurs suivants ont aussi utilisé cette chanson dans leurs compositions :
- Johann Christoph Friedrich Bach, Allegretto avec 18 variations en sol majeur sur « Ah, vous dirais-je, Maman » (vers 1785)
- Jean-Baptiste Cardon (1760–1803), variations pour harpe sur "Ah ! vous dirai-je, maman"
- Theodor von Schacht (1748-1823), 3e mouvement (Allegretto con variazioni) de son Concerto pour clarinette en si bémol majeur
- Georg Joseph Vogler (1749-1814), 16 Variations pour le clavecin ou le pianoforte, IGV 33
- Johann Christian Heinrich Rinck, Variations et finale pour orgue sur "Ah! vous dirai-je, maman", op. 90 (publiées par Simrock en 1828)
- Adolphe Adam, Le Toréador ou l'Accord parfait (1849)
- Adolphe Blanc, Ah ! vous dirai-je, maman, air varié à six mains (1877)[32]
- Franz Liszt, Ah ! vous dirai-je, maman (S.163b)
- Xavier Montsalvatge, 3e et dernier mouvement de la Sonatine pour Yvette (1962), varié « en style de toccata[33] »
- Charles Dancla, Variations pour quatre violons sur 'Ah! vous dirai-je, maman!', op.161, publiées en 1884
- Camille Saint-Saëns, Le Carnaval des animaux (1886) : le 12e mouvement (« Fossiles ») cite brièvement le thème
- Ernő Dohnányi, Variations sur une chanson enfantine pour piano et orchestre, op. 25 (1914)
- Erwin Schulhoff, Dix variations sur « Ah ! vous dirai-je, maman » et Fugue
- John Corigliano, The Mannheim Rocket

## Enregistrements
La chanson originale (galante) a été enregistrée par l'ensemble Le Poème harmonique, dir. Vincent Dumestre, chant Claire Lefilliâtre, album « Plaisir d'amour, Chansons et romances de la France d'autrefois » (juin 2004, Alpha 513) (OCLC 690167661).